# Intossicazione da barbiturici
Un'intossicazione da barbiturici si verifica quando un soggetto assume, accidentalmente o volontariamente, una dose maggiore di barbiturici di quella normalmente prescritta ed utilizzata per scopi terapeutici.
L'intossicazione (od overdose) da barbiturici è una emergenza che mette il paziente in pericolo di vita. È difficile definire con precisione la dose letale, non solo perché variabile a seconda del tipo di barbiturico utilizzato, ma anche per la variabilità legata alla dose assunta in rapporto al peso corporeo, alla intervariabilità individuale ed alla diversa tolleranza indotta da un uso cronico. Infatti, a seguito di ben noti processi di induzione enzimatica, nei soggetti assuefatti è possibile che siano tollerate dosi anche ampiamente superiori a quelle teoricamente massime. La morte, che fa seguito al coma barbiturico, è quasi sempre associata a complicanze respiratorie (broncopolmoniti) ed insufficienza respiratoria.

## Barbiturici
I barbiturici sono farmaci, chimicamente derivati ciclici della malonilurea. Sono utilizzati dai clinici per determinare rilassamento e tendenza al sonno.
- barbiturici ad azione ultrabreve: sono utilizzati per via endovenosa per indurre narcosi (ad esempio il tiopentale).
- barbiturici ad azione breve od intermedia: amobarbital, ciclobarbital, pentobarbital ed altri, utilizzati come sedativi e come ipnotici.
- barbiturici ad azione lunga: sono utilizzati per le loro proprietà anticonvulsivanti e possono anche dare luogo a fenomeni di accumulo. In questo gruppo rientrano il fenobarbital e l'acido feniletilbarbiturico, l'acido dietilbarbiturico, e relativi sali sodici.

## Eziologia
Molte intossicazioni sono volontarie ed a scopo autolesivo e suicidario. Alcune malattie fisiche e mentali comportano infatti la prescrizione e l'assunzione di barbiturici che diventano così facilmente accessibili alle persone depresse ed anziane con volontà suicide.
In altri casi l'intossicazione può verificarsi in soggetti con problemi di dipendenza da sostanze.
I soggetti tossicodipendenti di solito iniziano abusando un farmaco loro prescritto o destinato ad altri membri della famiglia, in genere per disturbi convulsivi o per sindromi dolorose.

## Meccanismo di tossicità
Tutti i barbiturici dopo somministrazione orale sono rapidamente assorbiti dal tratto gastrointestinale. Il loro legame con le proteine plasmatiche varia a seconda del grado di liposolubilità. La concentrazione raggiunta nel liquor cefalorachidiano è pari alla quota libera di farmaco nel plasma. I barbiturici agiscono determinando una depressione globale dell'attività del sistema nervoso centrale (SNC). L'azione è particolarmente rilevante sulla formazione reticolare del tronco e sulla corteccia cerebrale. Gli elevati dosaggi raggiunti in corso di intossicazione comportano una marcata depressione anche a carico di ipotalamo, talamo, sistema limbico, bulbo e vie nervose poli e mono-sinaptiche spinali.
Le cellule nervose a seguito della azione depressiva del barbiturico vedono ridursi il loro metabolismo energetico a livelli che possono arrivare anche a meno del 50% del normale. Il risparmio nel consumo di O2 che si accompagna a tale situazione spiega in parte la relativa benignità di intossicazioni anche estremamente gravi.
L'intossicazione da barbiturici associata all'assunzione di altre sostanze deprimenti il sistema nervoso centrale (SNC), come ad esempio alcool, oppiacei o benzodiazepine, è ancora più pericolosa in quanto si esercitano meccanismi additivi di depressione del SNC e gli effetti deprimenti di tipo respiratorio. La pratica era estremamente diffusa negli anni sessanta per scopi suicidi.
In caso di contemporanea assunzione di barbiturici e benzodiazepine si deve tenere presente che i barbiturici aumentano l'affinità delle benzodiazepine ai loro siti di legame, accentuandone gli effetti deprimenti. Questo effetto è verosimilmente correlato ad una complessa interazione tra i barbiturici ed il complesso recettoriale GABAA.

## Sintomatologia
- Alterazione del livello di coscienza
- Sonnolenza
- Difficoltà nella ideazione e nel pensiero
- Respiro superficiale
- Giudizio alterato
- Incoordinazione motoria
- Lentezza e difficoltà di parola
- Andatura barcollante

L'uso prolungato ed a dosaggi eccessivi di barbiturici, come il fenobarbital, può determinare l'insorgenza di alcuni sintomi cronici:
- Alterazioni dello stato di vigilanza
- Alterato funzionamento cerebrale
- Irritabilità
- Perdita di memoria

Nel caso di assunzione di dosi letali a dominare il quadro clinico sono:
- Coma con iporeflessia od areflessia
- Ipotonia muscolare
- Depressione respiratoria
- Insufficienza circolatoria
- Ipotermia[8][9]
- Stasi circolatoria polmonare
- Broncopolmonite (causa frequente di morte tardiva)

## Trattamento
Nel trattamento dell'intossicazione da barbiturici è sempre utile fare un tentativo di gastrolusi, anche se questo avviene a distanza di molte ore dalla ingestione dei farmaci. Infatti l'insorgenza di coma ed insufficienza circolatoria e respiratoria è quasi sempre preceduta da arresto della peristalsi intestinale e dell'assorbimento.

Prima di procedere alla lavanda gastrica è opportuno proteggere le vie aeree dalla possibile aspirazione di materiale gastrico eseguendo l'intubazione tracheale con un tubo cuffiato di adeguata misura.
L'intensità delle cure si supporto date al soggetto intossicato dipendono dai sintomi manifestati.
Se il paziente presenta solo tendenza all'assopimento, ma è risvegliabile ed in grado di deglutire e respirare senza difficoltà, il trattamento può includere semplicemente il frequente monitoraggio dei parametri vitali, dell'elettrocardiogramma, della temperatura e della saturazione d'ossigeno.
Se invece il paziente non è in grado di respirare autonomamente deve essere sottoposto ad una intensa e prolungata ventilazione meccanica, fino a mostrare evidenti e duraturi segni di risveglio.
Il trattamento di supporto spesso include:
- carbone attivo: deve essere somministrato tramite il sondino naso-gastrico, quanto prima possibile.[12][13][14]
- naloxone e tiamina: somministrazione per via endovenosa in soluzione salina o glucosata.
- diuresi forzata ed alcalinizzazione delle urine per aumentare la velocità di escrezione
- osservazione in pronto soccorso per un numero adeguato di ore oppure ricovero ospedaliero in reparto di terapia intensiva, se i sintomi sono gravi.
- al risveglio consultazione psichiatrica.

La diuresi forzata e l'alcalinizzazione delle urine sono utilizzate dai clinici per velocizzare l'eliminazione dei barbiturici a lunga durata d'azione dall'organismo.

Esistono diversi tipi di protocolli, ma in linea generale la somministrazione di 1 litro di fluidi ogni 10 kg di peso corporeo è considerata adeguata. I liquidi infusi sono costituiti per il 33% da soluzione fisiologica, per il 33% da soluzione glucosata al 5% od al 10%, e per un ulteriore 33% da soluzione di sodio bicarbonato 1,26%. In corso di infusione inoltre si deve monitorare la kaliemia ed in caso di ipokaliemia aggiungere ai fluidi 40-60 mEq di potassio. Anche altri elettroliti, ed in particolare sodio e cloro, debbono essere determinati periodicamente, sia nel torrente ematico che nell'escrezione urinaria.

La diuresi e l'alcalinizzazione delle urine può essere utilmente supportata dalla somministrazione di acetazolamide, un diuretico inibitore della anidrasi carbonica.

Nei soggetti che non rispondono prontamente alla infusione di liquidi oppure alla somministrazione di acetazolamide, la diuresi può essere incrementata tramite la somministrazione di 100-200 ml di mannitolo 20%, monitorando la risposta del paziente.
La diuresi forzata alcalina sembra inutile nel caso di intossicazione da barbiturici a breve durata d'azione.
L'emodialisi su colonna di carbone, considerata in assoluto il metodo più valido per rimuovere dall'organismo i barbiturici, è indicata in particolare nei soggetti con intossicazione grave (coma profondo, ipotermia, insufficienza circolatoria associata a complicanze infettive polmonari oppure insufficienza renale od epatica).
Questo metodo comporta un notevole miglioramento delle condizioni cliniche dei pazienti intossicati. Nel caso di overdose da fenobarbital, pazienti ammessi al trattamento in fase di coma 3-4 (Glasgow Coma Scale) si svegliavano e divenivano in grado di riprendere una comunicazione verbale entro 1,5 - 3,5 ore di emoperfusione.
Se l'emoperfusione non è disponibile, il medesimo target di pazienti può essere utilmente sottoposto a trattamento con emodialisi.